# 芒罗·福勒
芒罗·福勒（英語：Paul Hector Munro-Faure，1884年—1956年），英国人，亚细亚火油公司南京分公司经理。1937年11月成为南京安全区国际委员会成员，国际红十字会南京委员会成员。

## 生平
1884年出生，父母是瑞士人和苏格兰人，在英格兰接受教育。1912年进入英军补充军备（Supplementary Army Reserve），一战爆发后加入舍伍德森林团。1916年在索姆受伤，康复时加入国王非洲步枪营，见证了坦噶尼喀的行动。战争结束时，芒罗·福勒已成为上尉，得到了战争国务卿的书面赞赏。
战后加入亚细亚火油公司，之后成为南京分公司经理。1937年11月，成为南京安全区国际委员会成员，国际红十字会南京委员会成员。12月初离开南京，在上海成立难民安全区，获得中国政府表彰，南京安全区国际委员会主席约翰·拉贝和英国海军部长赞赏。
二战爆发后，被任命为特别行动执行处少校，稍后晋升为中校，在缅甸彬乌伦的布什战争学校（Bush Warfare School）训练中国敌后游击队，之后在南京、杭州等前线地区开设了类似的学校，1943年为此获官佐勋章。之后他在缅甸的东北边境和中国之间与日军对抗，为此获得总司令的赞赏。
1944年返回英格兰，战后他被借调到英国驻罗马尼亚大使馆工作，1949年退休，1956年逝世。